# Туї Маліла
Туї Маліла (англ. Tu'i Malila; бл. 1777 — 19 травня 1965) — мадагаскарська промениста черепаха, яку королівській родині Тонга подарував Джеймс Кук. Черепаха-довгожитель.
Її ім'я на тонганській мові означає «Король Маліла». Туї Маліла вилупилася близько 1777 року і була подарована королівській родині капітаном Джеймсом Куком під час його візиту до Тонга у липні 1777 року. За іншими даними Джордж Тупоу I, перший король і засновник королівства, отримав її від команди корабля, який пристав до берегів островів Хаапай у першій половині XIX століття.
Туї Маліла залишалася у королівській родині до самої смерті 19 травня 1965. Вік черепахи на той час оцінювався як приблизно 188 років. Туї Маліла була однією із перших тварин, яку показали королеві Єлизаветі II під час її офіційного візиту до Тонги у 1953 році.
У Тонганському національному центрі на острові Тонгатапу (Тонга) зберігається муміфіковане тіло черепахи.
Про неї було написано оповідання «Черепаха для королеви Тонги», видане 2002 року.